# Otley (Suffolk)
Otley – wieś w Anglii, w hrabstwie Suffolk, w dystrykcie East Suffolk. Leży 12 km na północny wschód od miasta Ipswich i 118 km na północny wschód od Londynu.